# L'Enterrament de Crist
L'enterrament de Crist (també conegut com a Santo Entierro en castellà) és una obra de El Greco pintada entre 1570 i 1576. Es conserva a la Galeria Nacional d'Atenes. A més, Harold Wethey esmenta tres petites taules, que considera obres del taller del mestre, a les quals dona les referències X-79, X-80 i X-81 dins el seu catàleg raonat d'obres d'El Greco.

## Descripció
Pertany a l'època veneciana d'El Greco. L'escena té lloc en una cova, on les figures es retallen contra un fons fosc i roques escarpades. D'estil manierista, la forta influència de Miquel Àngel es veu a la cara de Crist i als apòstols.
El Greco aconsegueix transmetre els sentiments de tristesa i desolació de les santes dones. La seva capacitat com a retratista es demostra amb la seva habilitat per jugar amb tonalitats siena i blaves.
Aquesta obra, realitzada a Venècia, és típica d'una etapa de l'artista en la qual tractava d'assimilar les formes de l'Art del Renaixement. El Greco articula l'espai en perspectiva, col·locant el sarcòfag de marbre en diagonal, mitjançant la situació de les figures en l'espai, modelant els volums a través del clarobscur, i mitjançant les ombres que es projecten sobre el terreny. El cos de Crist està representat gairebé com una escultura clàssica. El colorit i l'expressió dramàtiques, que culminen amb el desmai de la Mare de Déu, són característiques típiques de l'escola veneciana de pintura. En aquesta composició, el Greco va manllevar molts elements d'altres artistes renaixentistes, però disposant-los d'una forma innovadora i personal.

## Còpies de taller

### Col·lecció privada
Catàleg Wethey: X-79
Tremp d'ou sobre taula; 28 x 20 cm.; 1580-85; Abans? Col·lecció privada a Sevilla.
Segons Harold E. Wethey, és la millor de les tres variants de taller.

#### Procedència
- Marquès de Las Torres (Laso de La Vega y Quintanilla) Carmona.[3]

### Localització desconeguda
Catàleg Wethey: X-80
Tremp d'ou i pintura a l'oli sobre taula; 36,5 x 28 cm.; 1580-85.
Maria Magdalena, situada al centre de la composició, vesteix una túnica blava i un mantell groc-ataronjat. El colorit general es fosc, llevat de la dona del cantó esquerre, que porta una brusa blanca i un mantell de color vermell fort.

#### Procedència
- Mme. G. Broglio, Pan's (venda realitzada a Christie's, Londres, el 19 de març de 1965)[4]

### Localització desconeguda
Catàleg Wethey: X-81
No consten les dimensions; 1580-85.
Aquesta obra es coneix només per una fotografia (número 55,962) el negatiu de la qual fou realitzat l'any 1928.